# Giovanni Domenico Lombardi
Giovanni Domenico Lombardi, detto l'Omino, (Lucca, 1682 – 1751) è stato un pittore italiano.

## Biografia
Attivo nel tardo barocco a Lucca, mostrò l'influenza del nascente neoclassicismo, ma avvolto da un'attenzione alle citazioni caravaggiste. Fu allievo di Giovanni Marracci a Lucca, probabilmente fu influenzato da Pietro Paolini.
Affrescò il presbiterio dell'Oratorio degli Angeli Custodi di Lucca, un suo quadro, San Francesco Saverio benedice gli appestati, è conservato al museo di belle arti di Chambéry, ventidue altre sue opere si trovano in una chiesa di Rougnat.